# Сјен (река)
Сјен (фр. Sienne) је река у Француској. Дуга је 93 km. Улива се у Ламанш. 